# Proporzec dziobowy

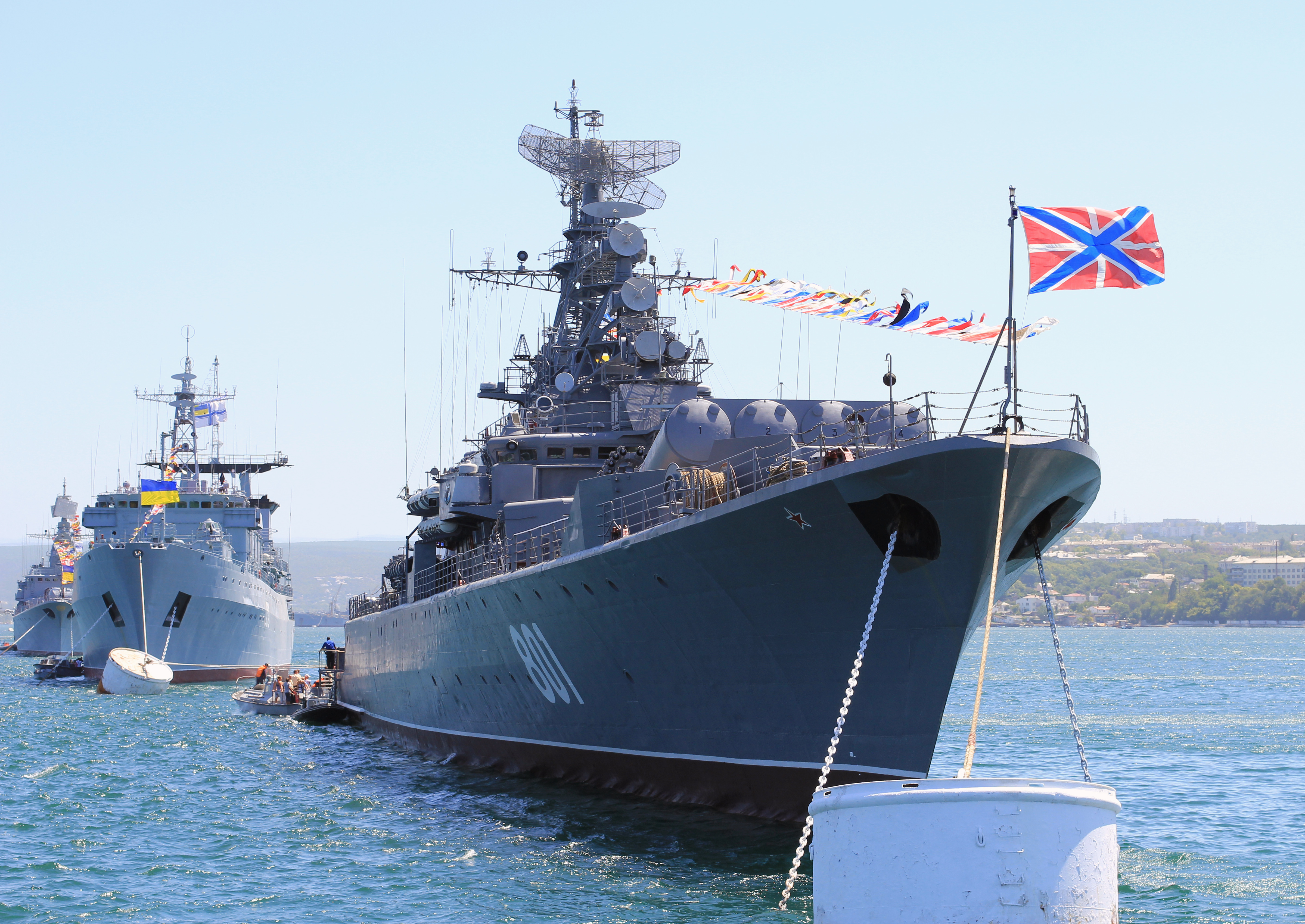
Proporzec na dziobie rosyjskiej fregaty

Proporzec dziobowy (także: proporzec marynarki wojennej) – rodzaj flagi używanej w marynarce wojennej, tradycyjnie wieszanej w okolicach dziobu okrętu.
Proporzec jest podnoszony w momentach uroczystych na dziobowym flagsztoku okrętu. Jest częścią  ceremoniału morskiego zwanego  galą flagową (lub galą banderową). W większości marynarek wojennych różni się znacząco od zwykłej bandery wojennej, na ogół nawiązuje do historycznych wzorów bandery i symbolizuje tradycje morskie danego państwa. Za przykład może posłużyć proporzec polskiej Marynarki Wojennej przedstawiający zbrojne ramię z tasakiem (bułatem) na tle krzyża kawalerskiego, co nawiązuje do bander polskiej floty z czasów bitwy pod Oliwą.